# Нордстрём, Юаким
Юаким Нордстрём (швед. Joakim Nordström; род. 25 февраля 1992, Тюресё, Стокгольм) — шведский хоккеист, нападающий швейцарского клуба «Давос». Игрок сборной Швеции по хоккею с шайбой.
Обладатель Кубка Стэнли 2013 года в составе «Чикаго Блэкхокс»

## Биография
Воспитанник столичного хоккейного клуба АИК, выступал за команду во второй лиге страны. Дебютировал в высшей шведской хоккейной лиге 23 сентября 2010 года в матче против команды «Сёдертелье». В том же году права на игрока были закреплены на драфте НХЛ командой «Чикаго Блэкхокс». В Швеции игрок выступал до 2013 года. В сезоне 2012/13 отправился за океан. Дебютировал в НХЛ за «Чикаго» в матче против команды «Вашингтон Кэпиталз» 1 октября 2013 года. Также выступал в Американской хоккейной лиге за «Рокфорд Айсхогс», в сезоне 2014/15 был капитаном команды.
В июне 2021 года перешел в московский клуб ЦСКА, контракт подписан на один сезон .
Проведя за 29 матчей за ЦСКА и набрав 14 (3+11) очков, 4 марта 2022 года Нордстрём досрочно расторг контракт с московским клубом.
2 июня 2022 года хоккеист подписал контракт с ХК «Давос». Срок соглашения рассчитан на два года.